# Jan Bureš
Jan Bureš (* 31. března 1974 Ostrov) je český politik, v letech 2010–2013 a opět od října 2021 poslanec Poslanecké sněmovny PČR, v letech 2008–2012 a opět od roku 2016 zastupitel Karlovarského kraje (v letech 2016–2020 navíc i radní kraje a v letech 2020–2021 pak 1. náměstek hejtmana), v letech 2002–2010 a 2018–2022 starosta města Ostrov, člen ODS.

## Životopis
V roce 1992 odmaturoval na gymnáziu v Ostrově, v roce 1993 nastoupil do firmy NVI Karlovy Vary. Mezi lety 1993–2001 pracoval v Léčebných lázních Jáchymov, a.s. jako recepční a provozní referent. V roce 2008 získal titul inženýra na Podnikohospodářské fakultě VŠE v Praze. Je ženatý, má dceru.

## Politická kariéra
Do ODS vstoupil v roce 1994. V letech 2001–2002 působil jako místostarosta Ostrova, od roku 2002 v tomto městě vykonává funkci starosty. Od roku 2008 do roku 2012 zasedal v zastupitelstvu Karlovarského kraje. Ve volbách 2010 byl zvolen do dolní komory českého parlamentu, přestože kandidoval až na čtvrtém místě. Do vysoké politiky jej vyneslo 9,05 % preferenčních hlasů, díky nimž přeskočil tamějšího lídra Miloše Pateru.
Ve volbách do Poslanecké sněmovny PČR v roce 2013 kandidoval v Karlovarském kraji jako lídr ODS, ale neuspěl. ODS v kraji nezískala ani jeden mandát.
V krajských volbách v roce 2016 byl zvolen za ODS zastupitelem Karlovarského kraje. Dne 22. listopadu 2016 se stal radním kraje pro oblast zdravotnictví. Ve volbách v roce 2020 mandát obhájil jako člen ODS na kandidátce uskupení „Koalice ODS a KDU-ČSL s podporou Soukromníků“. Dne 14. prosince 2020 se pak stal 1. náměstkem hejtmana kraje pro oblast dopravy a silničního hospodářství. Na post 1. náměstka rezignoval již v roce 2021. Mandát krajského zastupitele posléze obhájil i v krajských volbách v roce 2024.
Ve volbách do Poslanecké sněmovny PČR v roce 2017 byl lídrem ODS v Karlovarském kraji, ale opět neuspěl. V komunálních volbách v roce 2018 byl opět zvolen zastupitelem města Ostrov, když vedl jako lídr tamní kandidátku ODS. Dne 15. listopadu 2018 se pak stal starostou města.
Ve volbách do Poslanecké sněmovny PČR v roce 2021 byl z pozice člena ODS lídrem kandidátky koalice SPOLU (tj. ODS, KDU-ČSL a TOP 09) v Karlovarském kraji a byl zvolen poslancem. 
Také ve volbách do Poslanecké sněmovny PČR v roce 2025 je z pozice člena ODS lídrem koalice SPOLU (tj. ODS, KDU-ČSL a TOP 09) v Karlovarském kraji.

### Novela zákona o národních parcích
Dne 10. dubna 2025 poslanec Jan Bureš předložil většinu pozměňovacích návrhů k novele zákona o národních parcích, které by v případě schválení znamenaly jejich faktickou likvidaci. Návrhy vyvolaly silný nesouhlas mezi řediteli národních parků i zástupci Ministerstva životního prostředí. Burešem navržené úpravy zákona jsou navíc odborně nekompetentní a některé i nesplnitelné.  Expert Hnutí DUHA Jaromír Bláha, který se dlouhodobě zabývá lesy v českých národních parcích, označil pozměňovací návrh poslance Bureše za jeden z nejhorších, které kdy v životě četl. Bureš např. navrhl, aby se i dříve dojednané dohody s obcemi ve všech parcích musely znovu otevřít. Dle dalšího návrhu by tzv. „suchý les“ neměl být považován za funkční ekosystém a proto by mělo být umožněno kácení a to i v bezzásahových zónách. Další návrh stanovuje povinnost, že využití (např. turistické) musí být možné na celém území národního parku a území proto musí být prostupné a průjezdné. Bureš to odůvodnil tím, že v lesích musí být průjezdné cesty např. pro hasiče, aby bylo možné se vyhnout požáru, který vznikl v Českém Švýcarsku v roce 2022. Další pozměňovací návrh navrhl, aby posláním národních parků stanovilo zajištění jejich využití k trvale udržitelnému rozvoji obcí, které klade na stejnou úroveň jako cíle ochrany přírody. V praxi by to podpořilo zástavbu národních parků, kdy by developeři mohli využít argumentů, že naplňují záměry poslání národního parku, protože „trvale udržitelný rozvoj obcí“ je vágní termín. ODS už s podobnými návrhy přišla v letech 2016–2017, kdy pro ně nezískala dostatečnou podporu ve sněmovně. Hnutí DUHA v reakci na pozměňovací návrhy zveřejnilo výzvu Divočina nabeton s peticí na zachování ochrany národních parků, vyhlášení Národního parku Křivoklátsko a rozšíření ochrany divoké přírody.